# Hans Neupert
Hans Neupert (* 22. Dezember 1920 in Schmölln; † 5. November 2017) war ein deutscher Grafiker und Maler.

## Leben und Werk
Der Vater Neuperts war Leiter der alteingesessenen Schmöllner Buchdruckerei Hermann Böckel. Neupert wurde musisch und reformpädagogisch erzogen und besuchte die Realschule in Schmölln und das Altenburger Gymnasium. Er wollte Musik studieren und ging 1939 an die Musikhochschule Leipzig und 1940 an das Münchner Institut für Theaterwissenschaften. Dann wurde er zur Wehrmacht eingezogen. Er war in Norwegen, Paris, San Remo, Syracus und Baden bei Wien stationiert und geriet in US-amerikanische Gefangenschaft.
1945 begann er ein Studium bei Elisabeth Voigt und Egon Pruggmayer an der Hochschule für Grafik und Buchkunst in Leipzig. 1949 wurde als Titelblatt des Buchs Fröhlich soll mein Herze springen. Eine Sammlung der schönsten Weihnachtslieder (Hrsg. Thüringer Bibelgesellschaft; Buchdruckerei Hermann Böckel) ein Holzschnitt Neuperts veröffentlicht. Mit Neupert studierten u. a. Wolfgang Mattheuer, Gerhard Kurt Müller und Else Keil, die er 1952 heiratete. Nachdem ihm während des Formalismusstreits Formalismus vorgeworfen worden war, musste Neupert sein Studium abbrechen.
Er machte sich 1952 mit seiner Frau in Schmölln als Grafiker selbständig. Vom Verleger Heinrich Mock erhielten sie in der ersten Zeit zur Sicherung des Lebensunterhalts kleine Aufträge, und Neupert schuf Holzschnitte, die sich gut verkaufen ließen. Mit Erwin Görlach, Otto Paetz und  Rolf Reimann (* 1924) war er zeitweilig in einer Gruppe Junger Illustratoren verbunden. Dann gelang es ihm und seiner Frau, sich als Werbegrafiker zu etablieren. Sie machten ein breites Spektrum von Arbeiten, so Entwürfe für Werbematerialien, Veranstaltungsplakate, Ausstellungs-Design, vor allem für die Leipziger Messe, Buch-Illustrationen und Buchgestaltung, baugebundene Werke in Keramik und Sgraffito, textile Collagen und Applikationen, Photographie und Malerei. Idee und Ausführung der jeweiligen Projekte wurden stets in gemeinsamer Arbeit realisiert, wobei Neupert vor allem die Entwurfsarbeit und technische Realisierung übernahm. Die wichtigsten Auftraggeber waren das Chemiefaserkombinat „Wilhelm Pieck“ in Schwarza und die Exportgesellschaft Wiratex mit Sitz in Berlin. 1977 erhielt Neupert, wie auch seine Frau, den Kunstpreis der Stadt Leipzig.
Mit Erreichen des Rentenalters Mitte der 1980er Jahre wandte sich Neubert verstärkt der freien Malerei und Grafik zu. Er schuf nun vor allem Ölgemälde, häufig farbenprächtige Miniaturen mit heiteren Motiven.
Neupert war bis 1990 Mitglied des Verbands Bildender Künstler der DDR.
Nach der deutschen Wiedervereinigung arbeitete Neubert aktiv im kulturellen Leben Schmöllns. U. a. gehörte er zu den Gründern des Heimat- und Verschönerungsvereins, und er erhielt den Kulturpreis der Stadt. Ab 1990 war er Mitglied des Vorstands des Museumsvereins Burg Posterstein, und er entwarf das Logo des Museums.

## Rezeption
„Das Künstlerehepaar Hans und Luise Neupert hat in seinen wichtigsten Auftraggebern Partner gefunden, die großen Wert auf anspruchsvolle, individuelle Werbung legen und die Verständnis und Aufgeschlossenheit für neue Werbeideen zeigen.“

## Werkbeispiele

### Frühe Druckgrafik
- Stalinallee 1 (Lithografie, 1952)[3]
- Stalinallee II (Lithografie, 1952)[4]
- Im Zirkus (Holzschnitt, 1953)[5]
- Musikal-Clown (Holzschnitt, 1953)[6]

### Buchillustrationen
- Klaus Herrmann: Der doppelte Regenbogen. Thüringer Volksverlag, Erfurt, 1951
- Klaus Herrmann: Der dicke und der dünne Michel. Der doppelte Regenbogen und andere Märchen. Gebrüder Knabe Verlag, Weimar, 1953
- Alf Scorell: Der Nixenkrieg zu Schlössing. Thüringer Volksverlag, Weimar, 1953
- Passion Jesu Christi im Wort der Heiligen Schrift. Wartburg-Verlag, Jena, 1954
- C. R. Goebel: Leipzig. Vom Werden der Messestadt. Prisma Verlag Zenner U. Gürchott, Leipzig, 1962 (mit Luise Neupert-Keil)
- Dietrich Mendt: Aller guten Dinge sind vier. Eine moralische Geschichte. Union Verlag Berlin, 1968 (mit Luise Neupert-Keil)
- Saad Jehia: Der Omda und Schiech Soliman. Märchen und Volkserzählungen der Fellachen. Alfred Holz-Verlag, Berlin, 1972 (mit Luise Neupert-Keil)
- Herta Fischer: Die verhaftete Postkutsche. Eine Geschichte aus alter Zeit. Gebrüder Knabe Verlag, Weimar, 1974

## Ausstellungen (unvollständig)

### Einzelausstellungen
- 1960: Altenburg/Thür., Lindenau-Museum (Werbegrafik; mit Luise Neupert-Keil)
- 1960: Görlitz, Städtische Kunstsammlung (Werbegrafik; mit Luise Neupert-Keil)
- 1983: Borna, Galerie Torladen („Heitere kleine Formate“; mit Luise Neupert-Keil)
- 1987: Suhl, Galerie am Steinweg (mit Luise Neupert-Keil)
- 2015: Posterstein, Museum Burg Posterstein („Mal sehen wohin es geht ... oder Zwischen den Zeiten“)

### Ausstellungsbeteiligungen
- 1953, 1962, 1965 und 1974: Leipzig, Bezirkskunstausstellungen
- 1958/1959: Dresden, Vierte Deutsche Kunstausstellung[7][8]

## Weblink
- https://blog.burg-posterstein.de/tag/schmolln/